# Guillaume Borrel
Guillaume Borrel (overleden: Slag bij Hattin, 4 juli 1187) zwaaide in 1187 de scepter over de Orde van Sint-Jan van Jeruzalem als commandant, tot er een nieuwe grootmeester werd verkozen.
Toen Roger de Moulins tijdens de Slag bij Cresson sneuvelde nam Guillaume het bevel van de orde van hem over, hoewel hij geen grootmeester was. Nog voordat er een nieuwe grootmeester was gekozen stierf hij zelf in de Slag bij Hattin. Hermangard d'Asp nam toen het commando over.